# 포커 페이스 (드라마)
《포커 페이스》(영어: Poker Face)는 피콕에서 2023년 1월부터 방영된 미국의 범죄, 미스터리, 코미디 드라마이다.
시즌2 제작이 발표되었다.